# Rudolf Brandt
Rudolf Brandt (født 2. juni 1909 i Frankfurt an der Oder, død 2. juni 1948) var en tysk SS-officer (SS-Standartenführer) og embedsmand.
Brandt, var fra 1938 Heinrich Himmlers personlige assistent samt administrerede de medicinske eksperimenter, som blev udført på fanger i Nazitysklands koncentrationslejre.
Brandt blev stillet for en dommer ved en af Nürnbergprocesserne (1946 – 1947) og dømt til døden for forbrydelser mod menneskeheden. Han blev henrettet ved hængning i Landsberg-fængslet i Landsberg am Lech den 2. juni 1948.